# Dozor B
Dozor B (ukr. ТБКМ «Дозор-Б») – ukraiński lekki transporter opancerzony z napędem 4×4. Zaprojektowany jako uniwersalny, opancerzony pojazd do transportu personelu, broni i sprzętu wojskowego o masie do 2 ton, który w zależności od wyposażenia może być wykorzystywany również do wsparcia ogniowego w walce, jako wóz dowodzenia i zwiadu. Może spełniać też funkcję samodzielnego stanowiska przeciwczołgowego oraz być wykorzystany jako wóz sanitarny.
Stworzony w 2005, oficjalnie pokazany w 2007 na wystawie broni w Kijowie.
W 2013, polska firma Mista kupiła na Ukrainie licencję na produkcję pojazdów opancerzonych Dozor B. Na wystawie uzbrojenia MSPO 2013 w Polsce, pokazano opcję Dozor B o nazwie Oncilla.
Pierwszy egzemplarz samochodu opancerzonego „Oncilla” został zmontowany w fabryce czołgów w Kijowie, od tej pory cała produkcja będzie odbywała się w Polsce. W 2014 roku rząd Ukrainy podjął decyzję o zakupie 200 lekkich transporterów opancerzonych Dozor-B, które trafią zarówno do jednostek sił zbrojnych Ukrainy, jak i do Gwardii Narodowej. Produkcja odbywać się będzie w Fabryce im. Wiaczesława Małyszewa w Charkowie, podlegającej pod Ukroboronprom.